# Inflační svatí

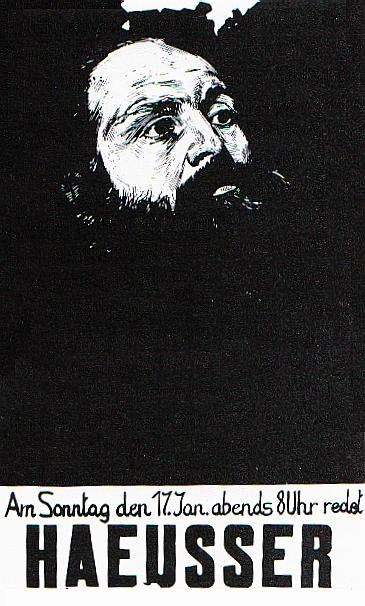
Ludwig Christian Haeusser

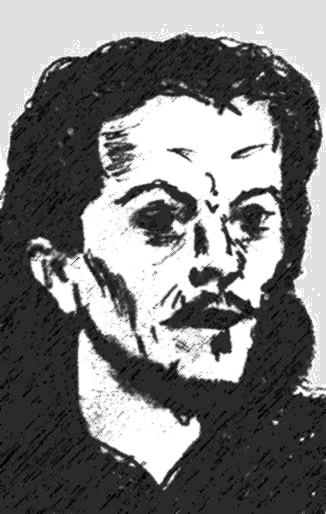
Leonhard Stark

Inflační svatí (přibližně 1920-1924) byl fenomén poválečné Výmarské republiky, kdy se v době hyperinflace vyrojila řada potulných kazatelů, proroků, spasitelů a samozvaných znovuvzkříšených Kristů.

## Historické souvislosti
Německo po vypuknutí první světové války omezilo konvertibilitu marky k zlatu a válku financovalo úpisy válečných dluhopisů a vydáváním státních pokladničních poukázek. Marka ztratila během války hodnotu. Po listopadové revoluci roku 1918 a vzniku Výmarské republiky (1919) zavázala Versailleská smlouva Německo k platbě válečných reparací, které zvýšily tlak na měnu. Důsledky války trpěly i ostatní země a v letech 1920-1921 došlo ke globálnímu hospodářskému poklesu. Po okupaci Porúří začal stát masivně tisknout nekryté peníze a vyvolal hyperinflaci, která vrcholila v roce 1923 a vedla ke kolapsu ekonomiky a bankovního systému. Na návrh USA byl proto vytvořen Dawesův plán, který inflaci roku 1924 zastavil.

## Proroci spásy
Předchůdcem tzv. inflace svatých byl "přírodní Prorok" Gusto Gräser jehož obec Monte Verita v Asconě tvořila jedno z nejdůležitějších center hnutí, a také Gustav Nagel a dadaista Johannes Baader. Jako spasitelé vystupovali Ludwig Christian Haeusser, "Mesiáš Durynska" Friedrich Muck-Lamberty a jeho skupina "Junge Schar". Kromě toho Max Schulze-Sölde, známý jako „Johannes der Jugend“, Emil Leibold - „Heiland vom Horeb“, Theodor Plievier ("Action Weltenwende"), Otto "Kristus" Suhr " [6] a Haeusserovi následovníci Leonhard Stark a Franz Kaiser a reformní průkopník Carl Strünckmann.
Prohraná válka byla živnou půdou pro vznik nejrůznějších reformních hnutí od anarchistů a nacionálně orientovaných socialistů po náboženské kulty orientované na spásu duše. Kromě postavy Krista a proroků, kteří se prohlašovali za znovuvzkříšeného Spasitele byli do obnovy společnosti zapojeni nejrůznější guru hlásající návrat k přírodě, vegetariánství, kult slunce, nudismus apod. Po ukončení inflace roku 1924 poklesl počet příznivců těchto proroků a reformátorů a ke krátkému oživení došlo počátkem hospodářské krize 30. let. Po válce se stal potulným kazatelem v 50.-60. letech jezuitský kněz Johannes Leppich.

### Souvislosti s uměním
Gusto Gräser byl přítelem Hermanna Hesse a jako Leo je ústřední postavou románu Cesta na východ.
Jeden z prvních proroků návratu k přírodě, Karl Wilhelm Diefenbach, vytvořil komunu, kde se inspiroval Gusto Gräser, malíři Fidus, Konstantinos Parthenis, Anton Faistauer, krátce zde pobyl František Kupka a také Kupkův a Schieleho přítel, kritik umění Arthur Roessler. Častým tématem Schieleho obrazů se stal umělec jako trýzněný prorok.
Do kruhu Diefenbachových přátel patřila pacifistka Bertha von Suttner a publicista Michael Georg Conrad.